# 青海省图书馆
青海省图书馆位于中国青海省西宁市城西区，是青海省唯—大型综合性公共图书馆。图书馆源起于1934年国民政府考试院院长戴传贤倡议在青海设立省立图书馆。新中国成立后更名为青海省图书馆。

## 历史沿革
1934年4月，国民政府考试院院长戴传贤为开发西北到青海考察，倡议在青海设立省立图书馆。1935年4月15日建成开馆。
1949年，新中国成立后更名为青海省图书馆。
1993年7月20日，时任国家主席的江泽民同志亲笔题写馆名。
1996年10月1日新馆一期工程竣工，1997年7月1日正式使用。
2008年，加挂“青海省古籍保护中心”牌子。

## 馆场资源
青海省图书馆馆舍总面积已达到24000平方米，馆内现有藏书120多万册，古籍1万部13万册,其中，古籍善本673部10125册，馆藏珍贵字画1000多种，1900多轴，馆藏数字资源总量达150TB。
新馆馆舍按功能区域划分为ABC三个区域，A区为新馆服务区、B区为旧馆服务区，C区为馆内业务区。现设有数字图书馆、少年儿童图书馆、读者服务中心、地方文献中心、数字资源建设管理中心等服务机构13个，共布局有包括盲文特色阅览室在内的各类阅览室23个，读者阅览座席1300多个，并设有阅读推广大讲堂1个，多媒体教室1间，古籍展示厅1个，休闲阅读区5个，24小时自助图书馆1个，还设有休闲书店，咖啡书吧、读者餐厅等服务设施。